# 学校法人東京朝鮮学園
学校法人東京朝鮮学園（がっこうほうじんとうきょうちょうせんがくえん、학교법인도꾜조선학원）は、東京都内の朝鮮学校を設置する学校法人。
設置校はすべて各種学校である。全国の朝鮮学園で唯一大学相当の教育機関を有する。

## 設置校
- 大学相当
  - 朝鮮大学校（小平市）
    - 政治経済学部
    - 文学歴史学部
    - 経営学部
    - 外国語学部
    - 理工学部
    - 教育学部
    - 体育学部
    - 短期学部

- 高等学校相当
  - 東京朝鮮中高級学校 高級部（北区）

- 中学校相当
  - 東京朝鮮中高級学校 中級部（北区）
  - 東京朝鮮第一初中級学校　中級部（荒川区）
  - 東京朝鮮第二初中級学校　中級部（江東区）※中級部のみ閉校
  - 東京朝鮮第四初中級学校　中級部（足立区）
  - 東京朝鮮第五初中級学校　中級部（墨田区）
  - 東京朝鮮第六初中級学校　中級部（大田区）※中級部のみ閉校
  - 東京朝鮮第七初中級学校　中級部（品川区）※閉校
  - 西東京朝鮮第一初中級学校　中級部（立川市）
  - 西東京朝鮮第二初中級学校　中級部（町田市）※中級部のみ閉校

- 小学校相当
  - 東京朝鮮第一初中級学校　初級部（荒川区）
  - 東京朝鮮第二初級学校（江東区）
  - 東京朝鮮第三初級学校（板橋区）
  - 東京朝鮮第四初中級学校　初級部（足立区）
  - 東京朝鮮第五初中級学校　初級部（墨田区）
  - 東京朝鮮第六初級学校（大田区）
  - 東京朝鮮第七初中級学校　初級部（品川区）※閉校
  - 東京朝鮮第八初級学校（世田谷区）※閉校
  - 東京朝鮮第九初級学校（杉並区）
  - 西東京朝鮮第一初中級学校　初級部（立川市）
  - 西東京朝鮮第二初級学校（町田市）

- 日本の幼稚園に相当する幼稚班を持つ学校もある。